# Blood Like Lemonade
Blood Like Lemonade — седьмой студийный альбом британской группы Morcheeba, изданный 7 июня 2010 года.

## Об альбоме
Blood Like Lemonade записан после возвращения в состав Morcheeba вокалистки Скай Эдвардс, которая покинула группу в 2003 году. Осенью 2010 года группа отправилась в мировое турне в поддержку альбома.

## Список композиций
| №   | Название                              | Длительность |
| --- | ------------------------------------- | ------------ |
| 1.  | «Crimson»                             | 5:10         |
| 2.  | «Even Though»                         | 4:18         |
| 3.  | «Blood Like Lemonade»                 | 4:51         |
| 4.  | «Mandala»                             | 2:39         |
| 5.  | «I Am the Spring»                     | 3:26         |
| 6.  | «Recipe for Disaster»                 | 5:19         |
| 7.  | «Easier Said Than Done»               | 3:41         |
| 8.  | «Cut to the Chase»                    | 4:18         |
| 9.  | «Self-Made Man»                       | 5:09         |
| 10. | «Beat of the Drum»                    | 6:09         |
| 11. | «Straight Ahead» (iTunes Bonus Track) | 3:26         |

## Чарты
| Чарт (2010)         | Лучший результат |
| ------------------- | ---------------- |
| German Albums Chart | 26               |
| Italian Album Chart | 6                |